# 部分等距映射
在数学的分支泛函分析中，部分等距映射是希尔伯特空间之间的一种线性映射，它在核的正交补上的限制是一个等距映射。
其核的正交补称为始子空间，其值域称为终子空间。本文中，算子 {\displaystyle W} 的始、终子空间分别记作 {\displaystyle {\mathcal {I}}W,{\mathcal {F}}W} 。

## 一般定义
部分等距的概念可以用其他等价的方式定义。设 {\displaystyle H_{1}} 是希尔伯特空间 {\displaystyle H} 的一个闭子集  ，而 {\displaystyle U} 是 {\displaystyle H_{1}} 上的等距映射，则我们可以定义 {\displaystyle U} 到 {\displaystyle H} 的一个扩张 {\displaystyle W} ， {\displaystyle W} 在 {\displaystyle H_{1}} 的正交补上的值为零。因此，部分等距有时也被定义在闭集上局部定义了的等距映射。
基于*-半群，可以用更为抽象的方式来定义部分等距（以及投影），该定义与上文的定义是重合的。

## 有限维情况的特性
在有限维向量空间中，矩阵 {\displaystyle A} 是一个部分等距当且仅当 {\displaystyle A^{*}A} 是到其支撑集的投影。相比之下，等距映射的定义是更强的：矩阵 {\displaystyle V} 是一个等距映射当且仅当 {\displaystyle V^{*}V=I}  。换句话说，等距对称是一种单射的部分等距映射。
通过选择适当的基，任何有限维的部分等距映射都可以表示为形如 {\displaystyle A={\begin{pmatrix}V&0\end{pmatrix}}} 的矩阵，也就是说，其前 {\displaystyle \operatorname {rank} (A)} 列表示了一个等距映射，而所有其他列则都为零。
注意对于任何等距映射 {\displaystyle V} ，其埃尔米特共轭 {\displaystyle V^{*}} 都是一个部分等距映射，尽管并非每个部分等距映射都具有这种形式。

## 算子代数
在算子代数中，可用下面的方式引入始子空间和终子空间：
{\displaystyle {\mathcal {I}}W:={\mathcal {R}}W^{*}W,\,{\mathcal {F}}W:={\mathcal {R}}WW^{*}.}

### C*-代数
对于C*-代数，由于C*-性质，存在等价链：
{\displaystyle (W^{*}W)^{2}=W^{*}W\iff WW^{*}W=W\iff W^{*}WW^{*}=W^{*}\iff (WW^{*})^{2}=WW^{*}}
因此可由上式中的任意一条来定义部分等距，而到始、终子空间的投影分别为 {\displaystyle W^{*}W,WW^{*}} 。
一对按等价关系划分的投影：
{\displaystyle P=W^{*}W,\,Q=WW^{*}}
它在C*-代数的K-理论和冯诺依曼代数中的Murray-冯诺依曼投影理论中发挥着重要作用。

## 几类重要的部分等距映射

### 投影算子
任何正交投影算子都是始、终子空间为同一子空间的部分等距：
{\displaystyle P:{\mathcal {H}}\rightarrow {\mathcal {H}}:\quad {\mathcal {I}}P={\mathcal {F}}P}

### 嵌入映射
任何等距嵌入映射都是始子空间为全空间的部分等距：
{\displaystyle J:{\mathcal {H}}\hookrightarrow {\mathcal {K}}:\quad {\mathcal {I}}J={\mathcal {H}}}

### 幺正算子
任何幺正算子都是始、终子空间为全空间的部分等距：
{\displaystyle U:{\mathcal {H}}\leftrightarrow {\mathcal {K}}:\quad {\mathcal {I}}U={\mathcal {H}},\,{\mathcal {F}}U={\mathcal {K}}}

## 例子

### 幂零矩阵
在二维复希尔伯特空间上的矩阵
{\displaystyle {\begin{pmatrix}0&1\\0&0\end{pmatrix}}}
是一个部分等距，其始子空间为
{\displaystyle \{0\}\oplus \mathbb {C} }
而终子空间为
{\displaystyle \mathbb {C} \oplus \{0\}.}

### 一般有限维示例
有限维中的其他可能例子有{\displaystyle A\equiv {\begin{pmatrix}1&0&0\\0&{\frac {1}{\sqrt {2}}}&{\frac {1}{\sqrt {2}}}\\0&0&0\end{pmatrix}}.}这显然不是等距映射，因为列之间不正交。然而，它的支撑集是 {\displaystyle \mathbf {e} _{1}\equiv (1,0,0)} 和 {\displaystyle {\frac {1}{\sqrt {2}}}(\mathbf {e} _{2}+\mathbf {e} _{3})\equiv (0,1/{\sqrt {2}},1/{\sqrt {2}})} 的线性生成空间，若将 {\displaystyle A} 限制在这个空间上，就得到一个等距映射（特别地，也是一个幺正算子）。类似地，可以验证 {\displaystyle A^{*}A=\Pi _{\operatorname {supp} (A)}} ，也就是说 {\displaystyle A^{*}A} 是到其支撑集上的投影。部分等距不一定对应于方阵。例如，{\displaystyle A\equiv {\begin{pmatrix}1&0&0\\0&{\frac {1}{2}}&{\frac {1}{2}}\\0&0&0\\0&{\frac {1}{2}}&{\frac {1}{2}}\end{pmatrix}}.}该矩阵的支撑集由 {\displaystyle \mathbf {e} _{1}\equiv (1,0,0)}和{\displaystyle \mathbf {e} _{2}+\mathbf {e} _{3}\equiv (0,1,1)} 张成，并在该子空间上成为一等距映射（特别地，是其上的恒等映射）。
还有一个例子{\displaystyle A={\begin{pmatrix}0&{\frac {1}{\sqrt {2}}}&{\frac {1}{\sqrt {2}}}\\1&0&0\\0&0&0\end{pmatrix}},}这次 {\displaystyle A} 在其支撑集上表现为一个非平凡的等距映射。
容易验证 {\displaystyle A\mathbf {e} _{1}=\mathbf {e} _{2}} 以及 {\displaystyle A\left({\frac {\mathbf {e} _{2}+\mathbf {e} _{3}}{\sqrt {2}}}\right)=\mathbf {e} _{1}} ，这表明了 {\displaystyle A} 在其支撑集 {\displaystyle \operatorname {span} (\{\mathbf {e} _{1},\mathbf {e} _{2}+\mathbf {e} _{3}\})} 与其值域 {\displaystyle \operatorname {span} (\{\mathbf {e} _{1},\mathbf {e} _{2}\})} 间的等距性质。

### 左平移和右平移
平方可和序列空间上的左平移和右平移算子
{\displaystyle R:\ell ^{2}(\mathbb {N} )\to \ell ^{2}(\mathbb {N} ):(x_{1},x_{2},\ldots )\mapsto (0,x_{1},x_{2},\ldots )}
{\displaystyle L:\ell ^{2}(\mathbb {N} )\to \ell ^{2}(\mathbb {N} ):(x_{1},x_{2},\ldots )\mapsto (x_{2},x_{3},\ldots )}
有下列关系
{\displaystyle R^{*}=L.}
而左平移和右平移算子是部分等距映射，其始子空间由以下向量构成
{\displaystyle LR(x_{1},x_{2},\ldots )=(x_{1},x_{2},\ldots )}
其终子空间则是：
{\displaystyle RL(x_{1},x_{2},\ldots )=(0,x_{2},\ldots ).}